# Dragoș Coman
Dragoș Coman (n. 16 octombrie 1980, București, România) este un înotător de stil liber de talie internațională din România, care și-a reprezentat țara la 3 olimpiade consecutive, începând din 2000 la Sydney, Australia.
Un an mai devreme, la Campionatul European de înot în bazin olimpic din 1999 în Istanbul, el a câștigat prima lui medalie: un argint la 1.500 m liber. El a mai câștigat o medalie de bronz la Campionatul Mondial 2003 din Barcelona, în proba de 400 m liber, fiind întrecut numai de Ian Thorpe și de Hackett. El este un înotător român de top în probele de 400 și 1500 m liber, câștigând multe alte titluri la diferite competiții naționale și internaționale.